# Alain Gautheron
Pour les articles homonymes, voir Gautheron.
Alain Gautheron, né en 1949, est un syndicaliste français de La Poste. Il a été le secrétaire général de la Fédération des salariés du secteur des activités postales et de télécommunications (FAPT-CGT) entre 1998 et 2004.

## Repères biographiques
Alain Gautheron travaille dans un centre de tri postal en Seine-Saint-Denis, et a déjà des responsabilités au niveau de son département, quand survient la grève de 1974. Longue de six semaines, entre octobre et décembre, cette grève est particulièrement forte parmi le jeune personnel postier, embauché pour faire face à la croissance d'un trafic postal dont les PTT n'ont pas encore mécanisé le traitement. Les agents des télécommunications craignent quant à eux une « privatisation » qu'ils décèlent dans les sociétés privées de financement de la modernisation du téléphone. Les postiers des centres de tri sont de plus indignés d'une remarque du secrétaire d'État des PTT de l'époque, caractérisant leur travail d'« idiot ». Alain Gautheron y conquiert ses « galons » de meneur syndical et de débatteur.
Reçu au concours des inspecteurs en 1975, il s'occupe ensuite au niveau de la fédération des PTT d'organiser une section particulière de l'encadrement : l'Union fédérale des cadres (UFC-CGT), qui fait partie de l'UGICT Union générale des ingénieurs, cadres, techniciens de la CGT. Non sans quelques succès : la CGT est aux PTT, dans la catégorie de l'« encadrement » la deuxième organisation syndicale en termes de représentativité, recueillant 18 % des voix aux élections professionnelles. Alain Gautheron accède progressivement aux divers organismes de direction de la fédération des PTT-CGT. Membre du bureau fédéral à partir de 1979, responsable à la communication de 1982 à 1996,, il représente en 1991 la CGT à la « commission nationale des classifications », mise en place après la réforme des PTT de 1990, réforme à laquelle la CGT est le seul  syndicat représentatif à s'être opposé. Il succède, en 1998, à Maryse Dumas, au secrétariat général de la fédération, qui revendique 57 000 adhérents. Il y reste jusqu'à fin 2004.
Sous son impulsion est créé fin 1998 l'Institut d'histoire sociale de la Fédération CGT des PTT (FAPT-CGT).
En novembre de cette année 2004, fait peu coutumier de la part de la CGT-PTT, il signe au nom de celle-ci, avec les dirigeants de La Poste un accord social, dit « accord Vaugirard », dont un des objectifs est la résorption de la précarité dans la branche « courrier » de l'entreprise.

## Œuvres
- Du bulletin officiel à la communication d'entreprise, le cas de La Poste et de France Télécom, UFC CGT-PTT, Montreuil, 1998. 224 p.
- Une biographie syndicale et politique de Georges Frischmann, IHS CGT-FAPT, Montreuil, 2018. 226 p.

## Source
- IHS-CGT PTT: PTT, la grève d'octobre-novembre 1974, la grande secousse. Montreuil, 2004. 197 p.
- Le relais, organe trimestriel de l'Institut d'histoire sociale CGT-PTT, N° 3 - août 1999, liste des membres du bureau fédéral de 1945 à 1998.